# Le Vaudreuil
Pour les articles homonymes, voir Vaudreuil.
Le Vaudreuil est une commune française située dans le département de l'Eure, en région Normandie.

## Géographie

### Localisation
La commune du Vaudreuil se situe dans une boucle de la Seine, à proximité de la forêt de Bord-Louviers. Elle est traversée par la rivière Eure, quelques kilomètres avant que celle-ci conflue avec la Seine.
Les vallées de ces deux cours d'eau se rejoignent sur le territoire du Vaudreuil et forment un vaste espace dont les communes de Léry, Tournedos-sur-Seine, Poses et Val-de-Reuil font aussi partie.
| Val-de-Reuil | Val-de-Reuil                                                   | Val-de-Reuil                              |
| Val-de-Reuil | Vaudreuil                                                      | Val-de-Reuil                              |
| Val-de-Reuil | Val-de-Reuil, Saint-Étienne-du-Vauvray, Val-de-Reuil (enclave) | Porte-de-Seine (comm. dél. de Porte-Joie) |

|                                       | Léry                |              |
| Terres de Bord (comm. dél. de Tostes) | Vaudreuil (enclave) | Val-de-Reuil |
| Incarville                            | Val-de-Reuil        | Val-de-Reuil |

### Hydrographie
La commune est située dans le bassin Seine-Normandie. Elle est drainée par l'Eure, la Morte Eure, l'Eure et divers autres petits cours d'eau,.
L'Eure, un canal, chenal et cours d'eau naturel non navigable d'une longueur de 229 km, prend sa source dans la commune de Longny les Villages et se jette  dans la Seine à Saint-Pierre-lès-Elbeuf, après avoir traversé 91 communes.
La Morte-Eure délimite une île ancienne dénommée l'Homme, accaparée par le golf.
Cinq plans d'eau complètent le réseau hydrographique : la mare Boulot (0,04 ha), la mare du Coq (0,03 ha), le plan d'eau de la commune du Vaudreuil (1,09 ha), le plan d'eau du Grand Rond (0,86 ha) et Réserve Ornithologique de Grande Noë, d'une superficie totale de 52,1 ha (8,72 ha sur la commune),.

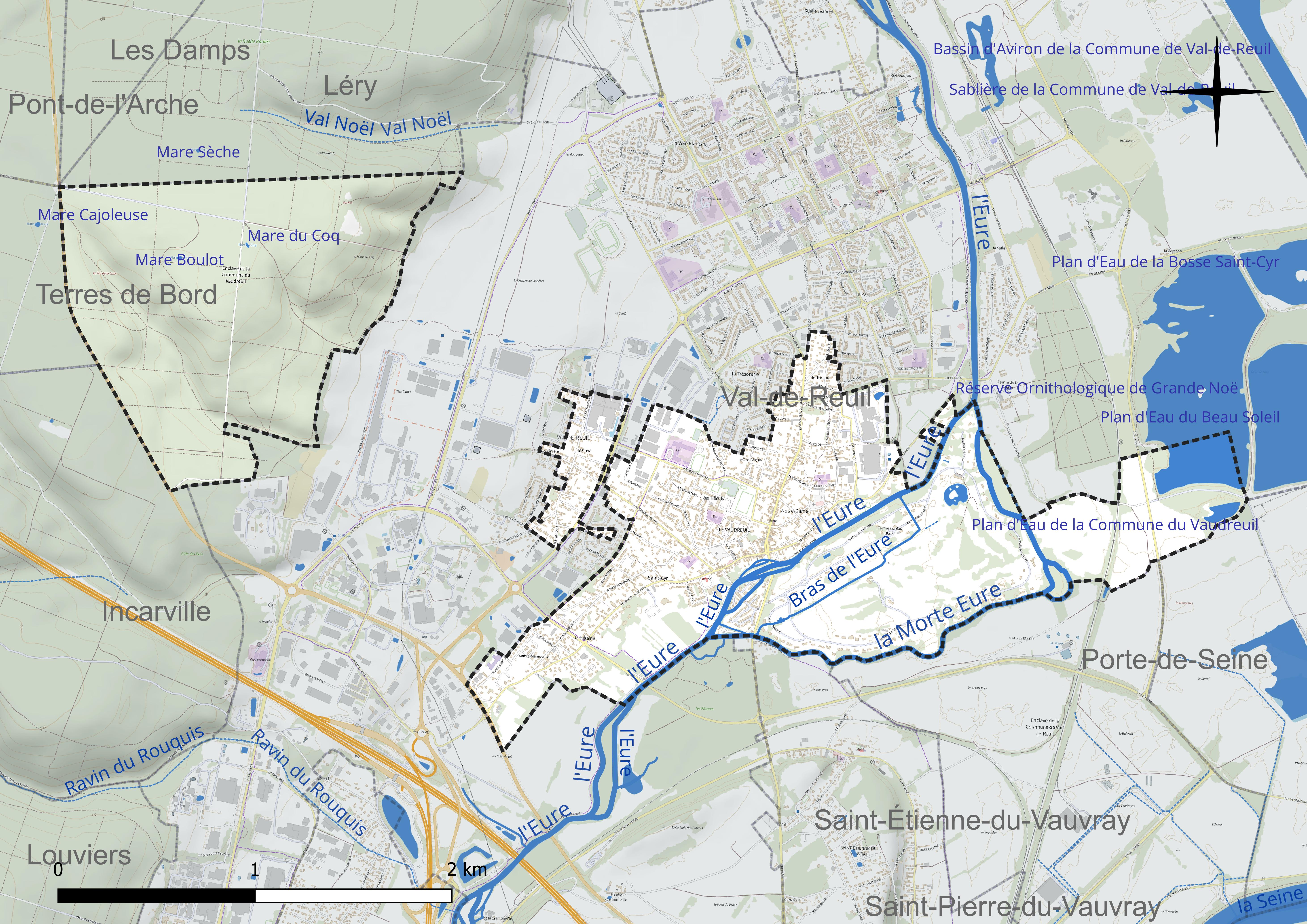
Réseau hydrographique du Vaudreuil.

### Climat
Pour des articles plus généraux, voir Climat de la Normandie et Climat de l'Eure.
En 2010, le climat de la commune est de type climat océanique dégradé des plaines du Centre et du Nord, selon une étude du CNRS s'appuyant sur une série de données couvrant la période 1971-2000. En 2020, Météo-France publie une typologie des climats de la France métropolitaine dans laquelle la commune est exposée à un climat océanique et est dans la région climatique  Côtes de la Manche orientale, caractérisée par un faible ensoleillement (1 550 h/an) ; forte humidité de l’air (plus de 20 h/jour avec humidité relative > 80 % en hiver), vents forts fréquents. Parallèlement le GIEC normand, un groupe régional d’experts sur le climat, différencie quant à lui, dans une étude de 2020, trois grands types de climats pour la région Normandie, nuancés à une échelle plus fine par les facteurs géographiques locaux. La commune est, selon ce zonage, exposée à un « climat des plateaux abrités », correspondant aux plaines agricoles de l’Eure, avec une pluviométrie beaucoup plus faible que dans la plaine de Caen en raison du double effet d’abri provoqué par les collines du Bocage normand et par celles qui s’étendent sur un axe du Pays d'Auge au Perche.
Pour la période 1971-2000, la température annuelle moyenne est de 11,2 °C, avec  une amplitude thermique annuelle de 14,3 °C. Le cumul annuel moyen de précipitations est de 739 mm, avec 12 jours de précipitations en janvier et 7,8 jours en juillet. Pour la période 1991-2020, la température moyenne annuelle observée sur la station météorologique la plus proche, située sur la commune de Louviers à 5 km à vol d'oiseau, est de 11,8 °C et le cumul annuel moyen de précipitations est de 719,5 mm,. Pour l'avenir, les paramètres climatiques de la commune estimés pour 2050 selon différents scénarios d’émission de gaz à effet de serre sont consultables sur un site dédié publié par Météo-France en novembre 2022.

## Urbanisme

### Typologie
Au 1er janvier 2024, Le Vaudreuil est catégorisée centre urbain intermédiaire, selon la nouvelle grille communale de densité à 7 niveaux définie par l'Insee en 2022.
Elle appartient à l'unité urbaine de Louviers, une agglomération intra-départementale dont elle est une commune de la banlieue,. Par ailleurs la commune fait partie de l'aire d'attraction de Louviers, dont elle est une commune du pôle principal,. Cette aire, qui regroupe 44 communes, est catégorisée dans les aires de 50 000 à moins de 200 000 habitants,.

### Occupation des sols

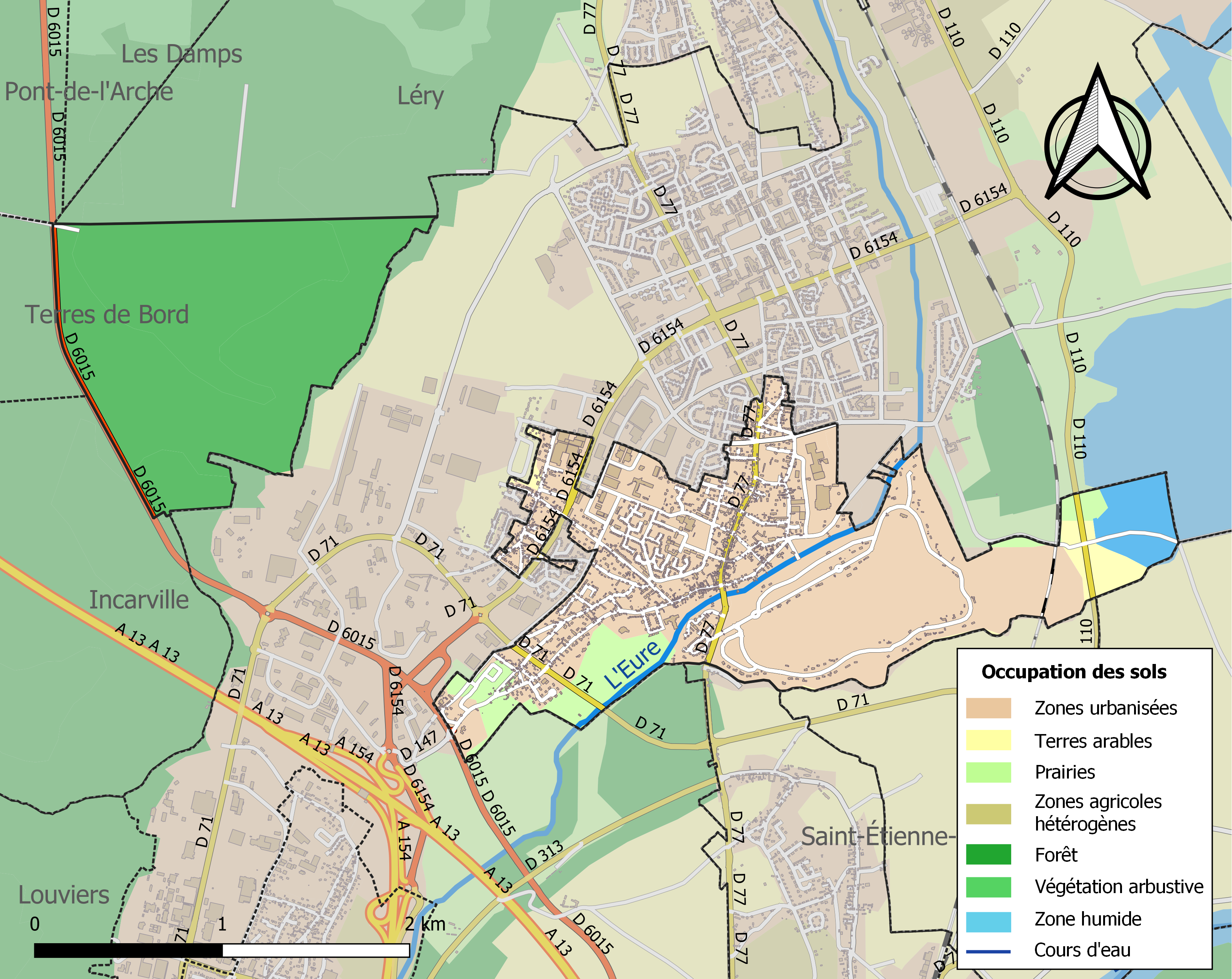
Carte des infrastructures et de l'occupation des sols de la commune en 2018 (CLC).

L'occupation des sols de la commune, telle qu'elle ressort de la base de données européenne d’occupation biophysique des sols Corine Land Cover (CLC), est marquée par l'importance des territoires artificialisés (51,6 % en 2018), en augmentation par rapport à 1990 (46,3 %). La répartition détaillée en 2018 est la suivante : 
forêts (37,4 %), zones urbanisées (24,4 %), espaces verts artificialisés, non agricoles (22,5 %), prairies (5,6 %), zones industrielles ou commerciales et réseaux de communication (4,8 %), eaux continentales (2,7 %), terres arables (2,6 %). L'évolution de l’occupation des sols de la commune et de ses infrastructures peut être observée sur les différentes représentations cartographiques du territoire : la carte de Cassini (XVIIIe siècle), la carte d'état-major (1820-1866) et les cartes ou photos aériennes de l'IGN pour la période actuelle (1950 à aujourd'hui).

### Voies de communication et transport
La commune est desservie par la ligne 390 ROUEN - EVREUX du Réseau VTNI.

## Toponymie
Le nom de la localité est attesté sous les formes Rothodetum et Rhotoialensis Villa en 584 (Jacobs, Géographie de Grégoire de Tours) ; Rothoialensis, Rodoialensis, Rhodoialensis (variantes des manuscrits de Grégoire de Tours recueillies par Guadet et Taranne) ; Rotolaium, Rotholajum, Rotelagum (Grégoire de Tours) ; Vallis Rodolii en 1211 (Orderic Vital) ; Rologi Villa en 1006 ; Rodolium vers 1016 (charte de Richard II) ; Rodolli Vallis (charte de Guillaume le Conquérant) ; Vallis Rothelii en 1194 (Rigord) ; Vallis Ruolii en 1195 (traité entre Philippe Auguste et Richard Cœur de Lion) ; Vallis Rodoliœ (Guill. le Breton, Philippide) ; Wallis Rodolii en 1210 (cartulaire du Bec) ; Vallis Ruellii en 1353 (ch. du roi Jean).
Le Vaudreuil appelé Rodolium au XIe siècle, est un ancien *Roto-iolum, puis Vau de Reuil.
Le Vaudreuil est un ancien « Val de Reuil » dont le terme Reuil remonte à une forme Rotoialo citée par Grégoire de Tours.
Ce toponyme signifie littéralement « Le val de la clairière du gué », ce nom fait référence à la situation de la vallée, à la forêt environnante et au gué, lieu de passage clé de l'Eure, en référence au fait qu’ici, sur la route entre Vernon et Rouen, on traversait la rivière au niveau le moins profond, le gué.

## Histoire

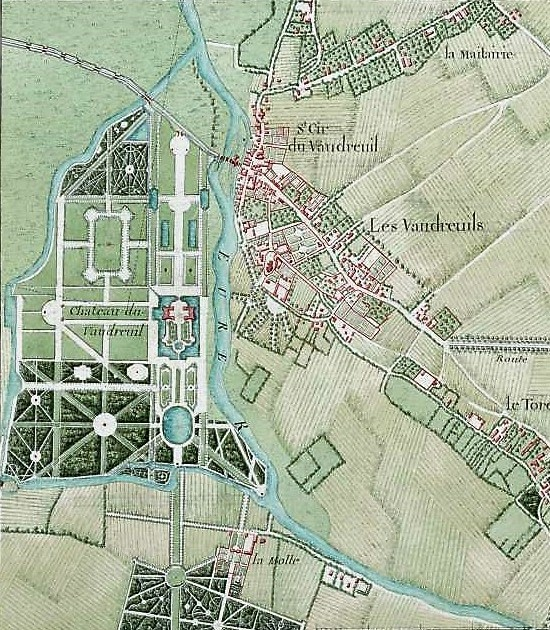
Carte du Vaudreuil et son château au XVIIIe siècle.

Les archers du Vaudreuil accompagnèrent Guillaume lors de la conquête de l'Angleterre et se distinguèrent à Hastings en 1066.
Après la conquête de la Normandie, Le Vaudreuil devint terre royale où résideront Saint Louis, Philippe le Bel, et Jean le Bon. En 1657, Claude Girardin, grand ami de Fouquet, construit un magnifique château dans un parc à la française, dont les jardins sont dessinés par Le Nôtre. Le château sera détruit en 1822.
Le 15 avril 1969, la commune de Notre-Dame-du-Vaudreuil est rattachée à celle de Saint-Cyr-du-Vaudreuil qui prend le nom du Vaudreuil.
Le Vaudreuil est « ensemble urbain » créé en 1972 et dont le nom a été emprunté à l'ancienne unité territoriale du Vaudreuil qui s'est trouvée divisée vers le XIIe siècle.
Elle ne doit pas être confondue avec la ville nouvelle de Val-de-Reuil, fondée à l'origine sur son territoire et celui de sept autres communes voisines et qui constitue une commune distincte depuis le 27 septembre 1981.

## Politique et administration

### Liste des maires
| Période                                  | Période        | Identité           | Étiquette       | Qualité |
| ---------------------------------------- | -------------- | ------------------ | --------------- | --- |
| Les données manquantes sont à compléter. |                |                    |                 | |
| avril 1969                               | mars 1977      | Bernard Chédeville |                 | Ancien maire de Saint-Cyr-du-Vaudreuil                                                                     |
| mars 1977                                | septembre 1997 | Édouard Labelle    |                 | Entrepreneur                                                                                               |
| septembre 1997                           | En cours       | Bernard Leroy      | UDF puis NC-UDI | Chef d'entreprise, ancien député (1993-1997) Président de la Communauté d'agglomération Seine-Eure (2014-) |

### Jumelages
en:Comberton (Angleterre) depuis 1999.

## Population et société

### Démographie
L'évolution du nombre d'habitants est connue à travers les recensements de la population effectués dans la commune depuis 1793. Pour les communes de moins de 10 000 habitants, une enquête de recensement portant sur toute la population est réalisée tous les cinq ans, les populations de référence des années intermédiaires étant quant à elles estimées par interpolation ou extrapolation. Pour la commune, le premier recensement exhaustif entrant dans le cadre du nouveau dispositif a été réalisé en 2005.

En 2022, la commune comptait 3 622 habitants, en évolution de −4,66 % par rapport à 2016 (Eure : −0,25 %, France hors Mayotte : +2,11 %).
| 1793 | 1800 | 1806 | 1821 | 1831 | 1836 | 1841 | 1851 | 1856 |
| ---- | ---- | ---- | ---- | ---- | ---- | ---- | ---- | ---- |
| 716  | 812  | 864  | 872  | 920  | 947  | 958  | 953  | 965  |

| 1861  | 1866  | 1872 | 1876 | 1881  | 1886 | 1891 | 1896 | 1901 |
| ----- | ----- | ---- | ---- | ----- | ---- | ---- | ---- | ---- |
| 1 005 | 1 058 | 968  | 972  | 1 020 | 965  | 927  | 900  | 925  |

| 1906 | 1911 | 1921 | 1926 | 1931 | 1936 | 1946 | 1954 | 1962 |
| ---- | ---- | ---- | ---- | ---- | ---- | ---- | ---- | ---- |
| 889  | 849  | 818  | 801  | 804  | 799  | 824  | 827  | 875  |

| 1968 | 1975  | 1982  | 1990  | 1999  | 2005  | 2006  | 2010  | 2015  |
| ---- | ----- | ----- | ----- | ----- | ----- | ----- | ----- | ----- |
| 902  | 1 864 | 2 786 | 3 079 | 3 438 | 3 531 | 3 522 | 3 673 | 3 794 |

| 2020  | 2022  | - | - | - | - | - | - | - |
| ----- | ----- | - | - | - | - | - | - | - |
| 3 660 | 3 622 | - | - | - | - | - | - | - |

## Économie
La ville compte près de 2 000 emplois.[réf. nécessaire]
On trouve des entreprises comme les parfums Hermès International, Aptar Pharma.
Le centre-bourg comprend des commerces, restaurants, cafés, tabac-presse et PMU, fleuriste et coiffeurs ainsi qu'une épicerie fine.

## Culture locale et patrimoine

### Lieux et monuments
- L'ensemble funéraire de « La Coulinière »[30].
- L'église Notre-Dame[31],  Inscrit MH (1932). Le diocèse d'Évreux en est l'affectataire par l'intermédiaire de la paroisse Saint-Pierre-des-Deux-Rives qui dessert cette église. Elle célèbre son millénaire en 2018[32].
- L'église Saint-Cyr[33], désaffectée et désacralisée.
- Croix hosannière[34].
- Le château fort du Vaudreuil[35], un des verrous du duché de Normandie face à Philippe Auguste, selon le même principe que celui de Château-Gaillard. Après la mort d'Henri II Plantagenêt (1133-1189), duc de Normandie et roi d'Angleterre et profitant que Richard Cœur de Lion soit retenu prisonnier par l'empereur germanique Henri VI capturé lors de son retour de la troisième croisade, Philippe Auguste intrigue avec Jean sans Terre, le frère de Richard Cœur de Lion et se fait donner Le Vaudreuil[36].
- Le château de Maigremont[37].
- Le château des États[38] dû à l'architecte du cimetière monumental de Rouen Charles-Félix Maillet du Boullay (1795-1878), sur l'île l'Homme.
- Le château de l'Orangerie ou de la Motte[39]. Détruit en 1944.
- Pont sur l'Eure de la RD 77[40].
- Le golf du Vaudreuil.

### Personnalités liées à la commune
- Antoine Legendre (1590-1665), né à Notre-Dame-du-Vaudreuil.
- Antoine Portail (1675-1736), haut magistrat, l'un des possesseurs du château du Vaudreuil, commanditaire du petit château de l'Orangerie.
- Edgar Raoul-Duval (1832-1887), magistrat et homme politique, maire de Notre-Dame-du-Vaudreuil de 1878 à 1887.
- Édouard Gachot (1862-1945)[41], romancier, journaliste et historien de Napoléon (prix de l'Académie en 1937) est inhumé au cimetière[42]
- Gustave Loiseau (1865-1935), peintre postimpressionniste français a peint plusieurs toiles de Saint-Cyr-du-Vaudreuil et des environs de la rivière Eure.

### Héraldique
| Blason de Le Vaudreuil | Blason  | D'azur à la fasce ondée d'argent, surmontée de trois fleurs de lys d'or et soutenue d'un arc couché du même, à la flèche ajustée d'argent. |
| Blason de Le Vaudreuil | Détails | |